# Joy 94,9
JOY 94.9 или просто JOY (с англ. — «Радость, веселье») — общественная радиостанция, ориентированная на ЛГБТ-сообщество, вещающая на территории австралийского города Мельбурн. Все сотрудники данной радиостанции являются добровольцами, однако многие из них до этого работали на различных известных австралийских радиостанциях, таких как «Gold 104,3», «Nova», «91,5 FM», «Melbourne Talk Radio» и др.

## История
Радиостанция была зарегистрирована как Независимая общественная ассоциация телерадиовещателей (англ. JOY Melbourne Independent Community Broadcasters Association) и начала своё вещание на частоте 90,7 МГц 1 декабря 1993 года во Всемирный день борьбы со СПИДом
В 2001 году радиостанция вошла в четвёрку общественных радиостанций, которым была предоставлена своя отдельная частота 94,9 МГц, на которой в январе 2002 года радиостанция начала своё вещание.
В марте 2008 года радиостанция совместно с 2SER 107,3 FM впервые провела трансляцию в прямом эфире сиднейского фестиваля Марди Гра, а в июле того же года студия переехала из своего здания на Ковентри-стрит 268 в районе Порт-Филлип, которое она занимала 14 лет, в новое здание по адресу: Бёрк-стрит 225, Центральный Мельбурн.

## Вещание

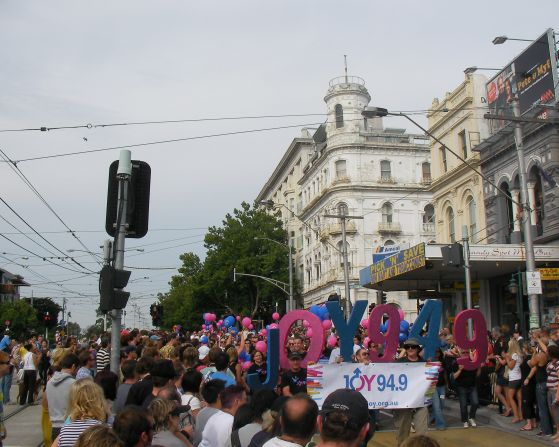
Работники радиостанции на гей-параде «Midsumma» на Фитцрой-стрит в районе Сент-Килда

JOY 94,9 — первая радиостанция в Австралии, ориентированная преимущественно на геев и лесбиянок и в меньшей степени на бисексуалов, трансгендеров и других представителей ЛГБТ-сообщества. Помимо музыки в эфире транслируются различные программы, посвященные политике, культуре, а также анонсы и обсуждения различных мероприятий и многое другое.
Помимо эфирного радиостанция осуществляет также потоковое вещание, доступное по всему миру.

### Музыка
Радиостанция транслирует разнообразную музыку, включая техно, электронику, евро-хаус, диско, легкую музыку, софт-рок, альтернативный рок, поп-музыку, джаз, классику, транс, инди, госпел, фолк, металкор, индастриал, ретро, брит-поп, ритм-н-блюз, хип-хоп, соул, ремиксы и многое другое.

### Q-mmunity Network News
«Общественная служба новостей» (англ. «Q-mmunity Network News», сокр. QNN) —— ежедневная новостная служба, которая аккумулирует новости с нескольких австралийских радиостанций. 27 июня 2011 года служба выпустила в эфир 100-й выпуск. Выпуски новостей выходят в эфир ежедневно. Ведущие выпусков новостей являются добровольцами.

## Комментарии
1. ↑  Зона вещания радиостанции покрывает только центр города (Центральный Мельбурн, Порт-Филлип, Стоннингтон, Ярра) и его основные районы (Баньюл, Бейсайд, Борундара, Мэрибенонг, Марунда, Монаш, Муни-вэлли, Морлэнд и Уайтхорс). // Australian Broadcasting Authority License Allocation Report. acma.gov.au. Дата обращения: 18 февраля 2012. Архивировано из оригинала 12 сентября 2012 года.
2. ↑  Помимо JOY отдельные частоты получили радиостанции SYN FM, Light FM и 3KND.
3. ↑  Выпуски новостей выходят утром, днём и «после обеда» (австр.англ. drive — с 16:00 по 18:00)